# Vùng đô thị Đài Bắc
Vùng đô thị Đài Bắc (tiếng Trung: 臺北都會區; bính âm: Táiběi dūhuì qū, Đài Bắc đô hội khu), đôi khi còn gọi là (大臺北地區, Đại Đài Bắc địa khu) hay (大臺北都會區, Đại Đài Bắc đô hội khu) là vùng đô thị đông dân cư nhất tại Trung Hoa Dân Quốc (Đài Loan). Vùng đô thị này bao gồm các thành phố Đài Bắc, Tân Bắc và Cơ Long và về mặt địa lý thì trung khớp với bồn địa Đài Bắc. Tuy nhiên, chính quyền Trung Hoa Dân Quốc dã chính thức bãi bỏ khái niệm vùng đô thị này sau khi huyện Đài Bắc được chuyển thành thành phố Tân Bắc.
Tính đến tháng 4 năm 2011, tổng dân cư của vùng đô thị là 6.913.035 người. Tổng diện tích vùng đô thị là 2.457,13 km². Ngoài ra, một số quan niệm còn tính thêm cả huyện Đào Viên, nơi có sân bay quốc tế Đào Viên Đài Loan và vùng đô thị Đài Bắc. Theo đó thì vào tháng 4 năm 2011, tổng dân số của vùng là 8,916,653 và tổng diện tích là 3.678,1 km².

## Dân cư
| Đơn vị              | Dân cư (Tháng 5 2014) | Diện tích (km²) | Mật độ (trên km²) |
| ------------------- | --------------------- | --------------- | ----------------- |
| Tân Bắc             | 3,955,995             | 2052.57         | 1927.3            |
| Đài Bắc             | 2,692,138             | 271.80          | 9904.8            |
| Cơ Long             | 373,998               | 132.76          | 2817.1            |
| Vùng đô thị Đài Bắc | 7,022,131             | 2457.13         | 2857.9            |

## Phân cấp hành chính
| Miền Bắc Tây - Lâm Khẩu, Tân Bắc - Lô Châu, Tân Bắc - Ngũ Cổ, Tân Bắc - Tam Trọng, Tân Bắc - Tân Trang, Tân Bắc - Thái Sơn, Tân Bắc                   | Miền Bắc - Bắc Đầu, Đài Bắc - Bát Lý, Tân Bắc - Đạm Thủy, Tân Bắc - Sĩ Lâm, Đài Bắc - Tam Chi, Tân Bắc - Thạch Môn, Tân Bắc                              | Miền Đông - An Lạc, Cơ Long - Bình Khê, Tân Bắc - Cống Liêu, Tân Bắc - Kim Sơn, Tân Bắc - Nam Cảng, Đài Bắc - Nhân Ái, Cơ Long - Noãn Noãn, Cơ Long - Nội Hồ, Đài Bắc - Song Khê, Tân Bắc - Tịch Chỉ, Tân Bắc - Tín Nghĩa, Cơ Long - Thất Đổ, Cơ Long - Thụy Phương, Tân Bắc - Trung Chính, Cơ Long - Trung Sơn, Cơ Long - Vạn Lý, Tân Bắc |
| Miền Bắc Tây - Lâm Khẩu, Tân Bắc - Lô Châu, Tân Bắc - Ngũ Cổ, Tân Bắc - Tam Trọng, Tân Bắc - Tân Trang, Tân Bắc - Thái Sơn, Tân Bắc                   | Miền Trung - Đại An, Đài Bắc - Đại Đồng, Đài Bắc - Tín Nghĩa, Đài Bắc - Trung Chính, Đài Bắc - Trung Sơn, Đài Bắc - Tùng Sơn, Đài Bắc - Vạn Hoa, Đài Bắc | Miền Đông - An Lạc, Cơ Long - Bình Khê, Tân Bắc - Cống Liêu, Tân Bắc - Kim Sơn, Tân Bắc - Nam Cảng, Đài Bắc - Nhân Ái, Cơ Long - Noãn Noãn, Cơ Long - Nội Hồ, Đài Bắc - Song Khê, Tân Bắc - Tịch Chỉ, Tân Bắc - Tín Nghĩa, Cơ Long - Thất Đổ, Cơ Long - Thụy Phương, Tân Bắc - Trung Chính, Cơ Long - Trung Sơn, Cơ Long - Vạn Lý, Tân Bắc |
| Miền Nam Tây - Bản Kiều, Tân Bắc - Tam Hạp, Tân Bắc - Thổ Thành, Tân Bắc - Thụ Lâm, Tân Bắc                                                           | | Miền Đông - An Lạc, Cơ Long - Bình Khê, Tân Bắc - Cống Liêu, Tân Bắc - Kim Sơn, Tân Bắc - Nam Cảng, Đài Bắc - Nhân Ái, Cơ Long - Noãn Noãn, Cơ Long - Nội Hồ, Đài Bắc - Song Khê, Tân Bắc - Tịch Chỉ, Tân Bắc - Tín Nghĩa, Cơ Long - Thất Đổ, Cơ Long - Thụy Phương, Tân Bắc - Trung Chính, Cơ Long - Trung Sơn, Cơ Long - Vạn Lý, Tân Bắc |
| Miền Nam - Ô Lai, Tân Bắc - Tân Điếm, Tân Bắc - Thạch Đĩnh, Tân Bắc - Thâm Khanh, Tân Bắc - Trung Hòa, Tân Bắc - Văn Sơn, Đài Bắc - Vĩnh Hòa, Tân Bắc | | Miền Đông - An Lạc, Cơ Long - Bình Khê, Tân Bắc - Cống Liêu, Tân Bắc - Kim Sơn, Tân Bắc - Nam Cảng, Đài Bắc - Nhân Ái, Cơ Long - Noãn Noãn, Cơ Long - Nội Hồ, Đài Bắc - Song Khê, Tân Bắc - Tịch Chỉ, Tân Bắc - Tín Nghĩa, Cơ Long - Thất Đổ, Cơ Long - Thụy Phương, Tân Bắc - Trung Chính, Cơ Long - Trung Sơn, Cơ Long - Vạn Lý, Tân Bắc |